# Château fort d'Avosnes
Le château d'Avosnes est un ancien château-fort situé à Avosnes, dans le département français de la Côte-d'Or.

## Localisation
Le village d'Avosnes occupe un rebord de plateau dominant l'Ozerain. Le château d'Avosnes est bâti en contrebas sur un site médiocrement défensif et peu aménageable.

## Historique
Donné en 1199 à l’Ordre du Temple par l’abbaye de Saint-Seine, le domaine d’Avosne revient à partir du XIVe siècle à l‘Ordre de Saint-Jean de Jérusalem qui l’afferme en 1520 à Simon et Denis Potot. Ceux-ci construisent alors le château sans son aval, ce qui entraînera un procès en 1579. Leurs héritiers ne sont pas plus disciplinés et en 1594 les sieurs de Lux, de Tavanes et de Blaisy assiègent Avosne, en abattent une tour et se saisissent de ses occupants accusés d’avoir brûlé le château de Champrenault et de s’être attaqué à celui de Missery. La bâtisse passe ensuite aux familles Boillot puis Guillaume. En 1725 la famille Driot l'acquiert et le conserve jusqu'en 1932. Les de Girval en sont les propriétaires actuels[réf. souhaitée].

## Architecture
Le château se répartit sur deux sites : le plus important au nord autour de l'église, le second à 400 mètres au sud, au pied du rebord de plateau. Au sud, la basse-cour est composée de bâtiments d'enceintes divers dont un, rectangulaire à un étage carré percé d’ouvertures à accolades et garni d'une tour carrée sur sa façade ouest, serait le seul vestige du château du XVIe siècle. L'angle sud-ouest de la basse-cour est occupé par un pigeonnier carré[réf. souhaitée].
Au nord, le logis seigneurial se compose de deux bâtiments en L à un étage carré et un demi-étage reliés par une tourelle ronde qui abrite un escalier en vis. Le bâtiment occidental, plus massif et sous toit en pavillon, est équipé d'une échauguette à trois fenêtres de tirs. Le bâtiment nord, sous toit à deux versants, est garni d'une tourelle carrée près de la tourelle d'escalier Il se prolonge à l'est par un bâtiment de plan triangulaire dont la pointe est également garnie d'une échauguette[réf. souhaitée]. 
Les façades, les toitures et l'escalier intérieur de la tour sont inscrits aux monuments historiques par arrêté du 20 octobre 1971.